# Daniel Cohn-Bendit face à un CRS devant la Sorbonne

Daniel Cohn-Bendit face à un CRS devant la Sorbonne est une photographie prise le 6 mai 1968, mais publiée pour la première fois seulement sept ans plus tard, bien après le décès en 1970 de son auteur Gilles Caron. Hormis la première page de l'autobiographie de Daniel Cohn-Bendit, Le Grand Bazar, sortie en 1975, le cliché n'apparait nulle part avant le livre Mai 68-Mai 78 publié par Patrick Poivre d'Arvor en 1978 alors qu'il est depuis 1977 le présentateur unique du journal de 20 heures sur une chaîne de télévision publique.
Ainsi découvert en 1975 et 1978, ce cliché deviendra dans les années 1990 et 2000 le plus médiatisé de Mai 68 alors qu'il ne fut publiée par aucun média à l'époque. La presse n'a construit un récit s'y référant qu'au fil des années,, selon la thèse L'image de Mai 68 : du journalisme à l'histoire, soutenue en novembre 2015, par 
Audrey Leblanc, docteure en histoire et civilisations à l'EHESS, puis dans l'exposition Icônes de Mai 68 : les images ont une histoire, du 17 avril au 26 août 2018 à la BNF , sous la direction de Dominique Versavel, historienne française de la photographie.
Pendant cette exposition, le quotidien Le Télégramme de Brest a retrouvé l'autre personnage de cette photo non publiée à l'époque, qui apportera à la télévision un « petit rectificatif » : il n'était « pas CRS » mais policier « en compagnie d'intervention de Paris », directement sous l'autorité du préfet. Christian Le Padellec s'était fait connaître dès le 3 mai 68 pour avoir été blessé par un projectile lancé par une étudiante devant la Sorbonne, alors qu'il sortait du fourgon de police qu'il conduisait vers le commissariat et tentait de rattraper un des étudiants qui s'en était échappé, le préfet ayant fait expulser les filles de la Sorbonne puis arrêter les garçons. Ses souvenirs 50 ans après associent les événements du vendredi 3 mai et la photo prise le lundi suivant au moment de la comparution à La Sorbonne des huit étudiants de Nanterre devant un conseil de discipline universitaire, qui elle n'a donné lieu à aucune interpellation, pour répondre d'autres violences, commises en avril, dans les murs de l'Université de de Nanterre, notamment le tabassage du syndicaliste de la FNEF (droite), Hubert de Kervenoael, soupçonné à tort de militer  à Occident. 
Daniel Cohn-Bendit porte ce 6 mai une chemise orange, assortie à sa chevelure, visible sur un autre cliché du jour publié deux semaines après par Paris-Match mais la plupart de photos de Mai 68, y compris celle de Gilles Caron, prise à l'intérieur de la Sorbonne, fermée depuis le 3 mai, sont en noir et blanc.

## Description
La photo fut prise en contre-plongée le 6 mai 1968 dans la cour intérieure de la Sorbonne, vide depuis que l'université a été fermée quatre jours avant.
Daniel Cohn-Bendit, convoqué une semaine plus tôt comme sept autres étudiants de Nanterre devant le conseil de discipline de l'université, « pour des brutalités et des exactions variées » commises en avril, y prend une pose souriante à côté d'un policier au casque noir, photographié de trois quarts arrière, Christian Le Padellec.
Ce policier vient de se faire connaitre pour avoir été blessé par un projectile trois jours plus tôt devant la Sorbonne, alors qu'il conduisait un véhicule de police forcé à s'arrêter par un pneu endommagé, à bord duquel se trouvaient Marguerite Duras, Jean-Pierre Jeunet et Roland Castro, ce dernier parvenant à s'échapper par une vitre brisée, avant d'être rattrapé par Christian Le Padellec.
Une autre photo de Cohn-Bendit et du policier fut prise par un autre photographe, au même instant et au même lieu, mais en couleur, alors que celle de Gilles Caron est noir et blanc. On y voit « la teinte orangée de la chemise de l'étudiant », assortie à sa couleur de ses cheveux, qui « tranche avec le bleu sombre des uniformes policiers ».
Cet autre cliché sera publié douze jours après avoir été pris, dans l'hebdomadaire Paris Match, le 18 mai, surlendemain de la participation de Daniel Cohn-Bendit à un débat télévisé sur les ondes de l'ORTF. Ce même 18 mai, Cohn-Bendit a conclu avec l'hebdomadaire un accord : Paris Match lui fournit voiture et photographe pour l'accompagner dans une tournée des mouvements contestataires à travers l'Europe, au cours duquel sera prononcé son interdiction de revenir sur le territoire français.

## Auteur
Gilles Caron est un photo-reporter de guerre célèbre, décédé en 1970 au Vietnam, qui a travaillé à l'Agence Gamma entre 1967 et 1970. Il est mort le 5 avril 1970, au cours d'un de ses reportages sur la route reliant Phnom Penh à Saigon. Son corps n'a jamais été retrouvé. Quand cette photo de mai 68 sera publiée pour la première fois en 1978, sa famille ne sera pas consultée.
Deux mois avant ce cliché, le 28 mars 1968, il avait photographié des habitants du bidonville de Nanterre où vivent des immigrés algériens et des ouvriers du chantier de la faculté, dans l'herbe avec des étudiants, reportage dans lequel Daniel Cohn-Bendit n'apparait pas.
Peu avant Mai 68, Gilles Caron avait aussi couvert au Nigéria la guerre du Biafra (1967-1970), ainsi que les combats de la Bataille de Đắk Tô, en novembre 1967 dans la province de Kon Tum dans les hauts-plateaux centraux du Sud-Viêt Nam, quand Armée populaire vietnamienne a lancé une offensive appelée « batailles des frontières ».

## Mode opératoire

### La démarche de Gilles Caron
Les planches contact, dévoilées en 2016 dans un petit film inédit de Mariana Otero montrent que Gilles Caron a d'abord pris en photo les huit étudiants convoqués au conseil de discipline, sur le trottoir, peu avant qu'ils arrivent à la Sorbonne. Il cherche des angles de vue, grimpe sur un rebord de fenêtre offrant une vue plus générale, puis il prend quelques photos en plongée, avant de redescendre s'approcher des différentes personnes, cette fois à l'intérieur de la cour de la Sorbonne,. 
Sur l'une de ces photos, toutes non-utilisées par Gilles Caron, Daniel Cohn-Bendit brandit un mégaphone alors qu'il n'y a que huit étudiants et que la Sorbonne est fermée. Sur une autre, deux des six étudiants, lui et un autre, lèvent le poing.
« Témoin scrupuleux » de Mai 68, Gilles Caron n'utilise pas ce cliché. Par ailleurs, il prend le soir même, de nuit, un autre cliché qui sera lui publié dans la presse ce mois-là, la « fameuse image du lanceur de pavé de la rue Saint-Jacques », en direction d'une « masse informe de CRS », photo devenue « à jamais l’incarnation d’une jeunesse révoltée », selon Télérama .

### La part de mise en scène de l'étudiant photographié
Les planches contact montrent également « une part de mise en scène » de la part du sujet de la photo, Daniel Cohn-Bendit. Celui-ci connait peut-être le photographe car il est venu le 29 mars à Nanterre photographier un petit groupe d'ouvriers devant le complexe sportif; l'inverse n'est pas forcément vérifié. Cette « part de mise en scène » justifie la non-publication des photos par la presse.
Daniel Cohn-Bendit adresse dans un premier temps des « regards complices » au photographe, « surjoue un peu son personnage », se tourne, présente son profil, sourit avec insistance , et s'approche volontairement d'un policier « qu’il nargue, insolent ».
Un document télévisé tourné par l'ORTF le même jour, montre aussi Daniel Cohn-Bendit et les sept autres arriver au conseil de discipline le 6 main dans une Sorbonne vide. Il ne sera diffusé que la semaine suivante, le 14 mai, de même qu'une courte séquence tournée aussi le 14 mai, le montrant Cohn-Bendit en train d'annoncer l'occupation de la Sorbonne avec un mégaphone et une emphase qui tranche avec la décontraction des autres étudiants visibles dans le cadre.
Cohn-Bendit risque d'être « expulsé de l'université » lors de cette comparution, ce qui pourrait causer des « troubles graves », estimait cependant l'AFP, dès le 2 mai, juste après la fermeture de Nanterre et la veille des premiers événements de la Sorbonne, dans un portrait louant « le rouquin sublime » qui a « galvaniser les garçons et séduire les filles » mais dénonçant « une atmosphère de subversion et de troubles permanents » et un vocabulaire marxiste « qui camoufle les soucis de jeunes bourgeois qui craignent d'être déclassés ».

## Acteurs et circonstances de la photo
Les deux jeunes protagonistes de la photo ont vécu des émotions quelques jours plus tôt, ce qui n'apparait pas à l'image.

### Le policier, blessé au visage le vendredi précédent
Le policier, Christian Le Padellec, regarde l'étudiant avec circonspection et retenue. Il révèle cinquante ans plus tard qu'aucune parole n'a été échangée à ce moment-là, malgré les poses très rapprochées de Cohn-Bendit autour de lui. Les journalistes, les policiers et les 8 étudiants sont les seuls ce lundi matin, car l'Université est vide depuis deux jours : le vendredi, 48 heures plus tôt, la cour de la Sorbonne a été évacuée des 150 étudiants qui l'occupent, provoquant à leur sortie des échauffourées et des arrestations. Le lundi qui suit, la manifestation matinale réclamant de libérer les personnes arrêtées le vendredi parcourt Paris, la décision du conseil de discipline n'étant attendue que plus tard dans la semaine. 
Le vendredi précédent, Christian Le Padellec était déjà au même endroit : il conduisait l'un des fourgons de police ayant participé à l'évacuation de la Sorbonne en deux temps : les filles expulsées hors des murs, puis les garçons placés en garde à vue. Il conduisait le fourgon de police emmenant au commissariat un petit groupe d'étudiants, parmi lesquels se trouvaient Marguerite Duras, Jean-Pierre Jeunet et Roland Castro. Ce dernier, militant depuis 1966 de l'Union des jeunesses communistes marxistes-léninistes (UJC(ml)), s'était enfui par une vitre brisée du fourgon, profitant du fait qu'un des pneus avait été endommagé par des étudiantes expulsées peu avant de l'Université par la police, ce qui avait forcé le véhicule à s'arrêter. Mais Roland Castro s'était cassé la clavicule dans sa fuite et avait été rattrapé par Christian Le Padellec, qui avait de son côté été blessé au visage, en sortant du fourgon, par le jet d’un morceau de bitume, par une étudiante, juste à côté de la Sorbonne, boulevard Saint-Michel, selon son témoignage en avril 2018, qui recoupe les archives de police rendues publiques en 1998 par le Ministre de l'intérieur, Jean-Pierre Chevènement. Ce double assaut d'étudiantes contre le fourgon et son conducteur s'était accompagné de l'érection d'une première mini-barricade à travers le boulevard, selon les images d'archives de l'INA.
Roland Castro, militant du 22 mars depuis la fin avril, bien que n'étant pas étudiant à Nanterre, avait probablement reconnu ce policier en accompagnant Daniel Cohn-Bendit à sa convocation du 6 mai.
Le préfet de police, également photographié sur place le 6 mai par Gilles Caron, avait donné l'ordre de n'interpeller aucun des 8 étudiants convoqués en conseil de discipline, qui répondent alors de violences commises beaucoup plus tôt, au cours du mois d'avril, dans les murs de l'Université de Nanterre: ils risquent des sanctions administratives aux conséquences plus graves comme la radiation de l'université.

### L'étudiant visé six jours plus tôt par une information judiciaire
Daniel Cohn-Bendit doit ce matin-là passer devant le conseil de discipline à la suite de divers incidents survenus à Nanterre, qui dépend administrativement de la Sorbonne. Par ailleurs, six jours plus tôt, il a été visé par l'ouverture d'une information judiciaire pour "menaces verbales de mort sous condition et coups et blessures volontaires", après la plainte déposée par un militant de Nanterre de la FNEF, Hubert de Kervenoael. Après avoir contredit Cohn-Bendit lors d'un séminaire en lettres dans la Faculté, il a été frappé par une dizaine d'étudiants et délesté de son portefeuille,. Selon l'historien américain Bertram Gordon, cité par son compatriote Michael Seidman, Hubert de Kervenoael, qui écope de dix points de suture et dix jours d'interruption de travail, ne militait pas à Occident. Quelques jours plus tôt, la FNEF, qui éditait un bulletin local et avait fait élire un de ses militants, Didier Gallot, à la présidence de l'Association des étudiants en lettes, avait réuni plusieurs centaines d'étudiants dans un amphithéâtre, pour protester contre les interruptions de cours.
Le juge d'instruction Jean Sablayrolles  est également chargé d'instruire une information judiciaire contre X ouverte pour "provocation publique non suivie d'effets à incendie volontaire", afin de rechercher les auteurs et les distributeurs d'un tract diffusé à Nanterre par le Mouvement du 22 Mars et donnant la formule du cocktail Molotov, observe Le Monde.
Daniel Cohn-Bendit avait été arrêté chez lui le 27 avril, perquisitionné, puis relâché vers 20 heures après avoir été interrogé au commissariat de Nanterre et à la préfecture de police de Paris. Il avait alors dit aux policiers que cette recette du cocktail molotov en mars était une simple blague et qu'il avait pris la défense de l'étudiant molesté en avril, mais sa version, contredite par plusieurs témoignages, n'a pas empêché l'ouverture d'une information judiciaire.
Sa garde à vue avait ensuite été évoquée comme pouvant être liée à l'opération mené le lendemain par deux futurs amis de Cohen Bendit Jean-Marc Salmon et Jacques Rémy.
Des Comités Vietnam de base (CVB) sont venus à l'Université de Nanterre, informés qu'elle risquait d'être attaquée par l'extrême droite. Ils ont causé le même jour, le 28 avril, une vingtaine de blessés,  dans une exposition sur les « crimes des Vietcongs », organisée au 44 rue de Rennes à Paris, une partie de la droite française étant alors unie, depuis le début de l'année 1968, à l'extrême-droite dans un front commun de soutien au Sud Viet Nam.
Malgré les explications de Daniel Cohn-Bendit lors de sa garde à vue du 27 avril, le juge avait annoncé le 30 avril l'ouverture d'une information judiciaire contre lui.

## Principaux acteurs hors-champs

### Le président de la commission, les journalistes et le préfet
Une trentaine de journalistes attendent les étudiants qui arrivent à 9 heures, alors qu'il n'y a pas encore de manifestants dans la rue. Le principal acteur du fait d'actualité couvert est Robert Flacelière, directeur de l'École normale supérieure de la Rue d'Ulm qui préside la Commission des affaires contentieuses et disciplinaires de l’Université de Paris.
Aucune notification des motifs ne figure dans les convocations des huit étudiants. Comparaissant « pour des brutalités et des exactions variées », ils « risquaient des peines d'exclusion de l'Université, allant de six mois à un an », expliquera 20 ans plus tard le doyen de Nanterre Pierre Grappin.
La décision n'est attendue que quelques jours plus tard. Les juges, « intimidés, disparaissaient l'un après l'autre. Deux demeurèrent jusqu'à la fin, constatant l'impossibilité » de décider quoi que ce fût. La commission de discipline ne devait plus jamais siéger, selon Pierre Grappin. « Les autorités universitaires se sont abstenues d'une punition, étant donné le peu d'importance » de l'audience face aux nouveaux enjeux, selon la version d'abord retenue.
Jugé trop tolérant envers les contestataires, Robert Flacelière sera démis de la direction l'ENS en 1971 après l'occupation de l'école par des maoïstes lors de la « Nuit de la Commune ». Une commission de ce type s'était montré sévère deux ans plus tôt contre deux contestataires du règlement à la Résidence universitaire Jean-Zay d'Anthony qui avaient dû faire un procès pour prouver qu'ils étaient absents de la résidence au moment des faits reprochés. Hors-champs également, mais photographié un peu plus tôt par Gilles Caron, le préfet de police Maurice Grimaud qui a subi un affront 48 heures plus tôt quand plusieurs fourgons de police évacuant la Sorbonne ont été attaqués par des étudiants.

### Les six étudiants du 22 mars et les professeurs
Parmi les huit étudiants de Nanterre convoqués, six sont des militants du 22 mars, dont quatre sont maoïstes et deux anarchistes, l'un des deux, Daniel Cohn-Bendit, se liant lui-même d'amitié quelques jours après avec André Glucksmann, alors maoïste. Selon les historiens, le campus de Nanterre comptait alors moins d'une dizaine de militants maoïstes.
Le lundi 6 mai Daniel Cohn-Bendit est venu accompagné de ses amis proches Jean-Pierre Duteuil et Danièle Schulmann, qui a quitté la JCR pour se rapprocher des « pro-chinois ». Autre ami proche Olivier Castro avec qui les jours précédents il a été interviewé par l'ORTF, dans l'un des très rares reportages télévisés consacrés aux étudiants, que l'ORTF décidera finalement, une dizaine de jours plus tard, de diffuser le 14 mai dans l'émission de télévision Zoom.
La convocation est décidée le 2 mai, jour où le directeur de l'enseignement supérieur, venu à Nanterre, arrêté à la barrière par un piquet de « gardes rouges », parvint à leur échapper et à convaincre le doyen de fermer la Faculté.
Parmi les huit étudiants convoqués, Jean-Louis Ploix, autre militant du Mouvement du 22 Mars, qui se nomme en réalité Pierre Ploix, ex-adhérent du PSU devenu maoïste, et Yves Fleischl, le petit ami de Danièle Schulmann, une étudiante maoïste qui  habite une chambre, derrière la place de Clichy. Ploix et Fleisch sont aux comités maoïstes pour le Viet Nam.
Décrit par la presse plus tard comme « une très intelligente force de la nature » car il  « appelle à la contre-attaque, physique s'il le faut », Fleisch est passé dans Paris Match du 26 avril, la légende de la photo lui attribuant à tort l'étiquette « trotskiste », la semaine où il a introduit sur le campus Gérard Miller, maoïste , et Jacques-Alain Miller, qui le rejoindront un an après à la Gauche prolétarienne, au sein d'une troupe de « vaillants défenseurs » qui ont rallié Nanterre en train, fin avril 1968, depuis l'École normale supérieure de Saint-Cloud, afin de la protéger avec des armes contre un hypothétique assaut du groupe d'extrême-droite "Occident". Isabelle de Saint-Saens et Olivier Castro, également maoïste, deux amis d'enfance de Danièle Schulmann, autre proche de Cohn-Bendit à Nanterre, ne sont pas convoqués.
Ces six militants du Mouvement du 22 Mars sont défendus par l'un ou l'autre des professeurs de sociologie qui sont très proches d'eux depuis plusieurs mois, Guy Michaud, Paul Ricœur et Alain Touraine. Ce dernier vient de prendre la place d'Henri Lefebvre à la tète du département de sociologie de Nanterre.

### Les deux autres étudiants

#### Michel Pourny, trotskiste CLER/FER de Nanterre
Le groupe compte aussi deux autres étudiants de Nanterre, Michel Pourny et René Riesel. Brouillés avec les six autres pour des raisons politiques, ils sont leur rivaux, dans un milieu politisé mais aussi déchiré par de réelles jalousies. 
Elu au bureau national de la Fédération des étudiants révolutionnaires (FER), Michel Pourny, a été présenté par Cohn-Bendit comme voulant tenter d'empêcher de parler le mathématicien Laurent Schwartz lors d'une réunion le 25 avril à Nanterre, en présence de journalistes du Monde. Un groupe de 15 étudiants de la FER qui voulaient annoncer au micro une manifestation à 18 heures devant la mairie de Nanterre avaient alors été chassés de la tribune, dans un énorme « chahut » par une centaine de « prochinois » maoïstes, qui avaient déjà chassé le communiste Pierre Juquin d'une autre salle une demi-heure plus tôt. 
La FER, qui s'appelait alors Comité de liaison des étudiants révolutionnaires (CLER), a changé de nom lors d'un congrès deux jours après cet incident, qui n'a pas fait l'objet d'un article dans Le Monde du lendemain mais quinze jours plus tard, dans celui daté du 7 mai, via un article présentant Daniel Cohn-Bendit comme l'homme qui avait permis quinze jours plus tôt à Laurent Schwartz de s'exprimer. Entre-temps, l'AFP a publié un portrait louant « le rouquin sublime » qui a « galvaniser les garçons et séduire les filles », le 2 mai, date d'un éditorial de Georges Marchais dans L'Humanité qui dénonce au contraire un « anarchiste allemand » en citant son nom.
Le 6 mai, Michel Pourny a décidé de récuser ses juges "universitaires" improvisés : il quitte rapidement le conseil de discipline, après avoir lu une déclaration ronéotypée, distribuée peu après sur le boulevard Saint-Michel, dès 11 heures, alors qu'on y compte 2000 manifestants à partir de 10 heures 30.
La déclaration, rédigée en trois points, s'inspire d'une lettre ouverte célèbre depuis un demi-siècle. Adressée aux recteurs des universités européennes par un groupe d'artistes surréalistes, non signée mais attribuée à Antonin Artaud et Michel Leiris, était citée dans l'édition du 15 avril 1925 de La Révolution surréaliste, la plus importante revue surréaliste fondée en 1924 : 
- « Je vous récuse, parce qu'aujourd'hui, je n'ai pas en face de moi mes professeurs mais des hommes qui ont accepté de faire le travail des CRS et d'avaliser cette décision sans précédent de fermeture de la Sorbonne »[31],[45].
- « Je veux rester fier du nom que je porte, des sacrifices que mon père, ouvrier métallurgiste, a consentis pour mes études »[31],[45].
- « A présent. Messieurs, mes juges, je ne répondrai à aucune de vos questions »[31],[45].

#### René Riesel, situationiste de Nanterre
René Riesel, 18 ans, étudiant en philosophie à Nanterre et situationiste, est lui déjà venu un mois plus tôt car le 1er avril le Pierre Grappin avait prononcé contre son ami Gérard Bigogne une exclusion de cinq ans de toutes les universités . Selon lui, Cohn-Bendit risquait la même peine mais fut seulement convoqué par Pierre Grappin le 6 mai avec les sept autres. Le 6 mai, les camarades de René Riesel distribuent «La rage au ventre», un tract contre les groupuscules estimant que «La seule contestation de l'université bourgeoise est insignifiante quand c'est toute cette société qui est à détruire». En sortant du conseil de discipline à 11 heures, René Riesel lance à la radio un appel à « la poursuite des luttes ».
Patrick Cheval, exclu dès janvier 1968 de la résidence universitaire de Nanterre, Gérard Bigorgne et René Riesel avaient fondé en 1966 à Nanterre au sein de l'UNEF la "Tendance Syndicale Révolutionnaire Fédéraliste" et diffusé la bande dessinée des étudiants situationnistes de Strasbourg, Le Retour de la colonne Durutti,, puis l'année suivante avaient constitué un groupe situationiste. Proches du conseillisme, ils avaient pris leur distance avec Informations et correspondances ouvrières en raison de son anti-syndicalisme. René Riesel deviendra au XXIe siècle secrétaire général de la Confédération paysanne.

## Postérité et premières publications

### Evolution du contexte
« L'image a fait le tour du monde », est la phrase la plus associée à cette photo, reprise par le magazine culturel Télérama dans sa critique de l'exposition organisée à l'Hôtel de Ville de Paris, consacrée à 300 tirages argentiques de l'auteur de cette photo, Gilles Caron, pour les 50 ans de Mai 68.
La renommée  du cliché se fait cependant tardivement:
- À la mort de Gilles Caron en avril 1970, le magazine Photo valorise son œuvre de manière très large, en saluant ses talents de photographe d'actualité, mais sans l'associer étroitement à Mai 68[3].
- Puis au début des années 1970, la profession des photo-reporters commence à valoriser l’agence Gamma par une exposition nommée « Trois ans d’actualité photographiés par cinq grands reporters de l’agence Gamma »[3], mais cette photo n'est toujours pas publiée, tandis que l'auteur est décédé en 1970;
- Le 14 mai 1973, Hubert Henrotte photographe au Figaro, cofondateur de "Gamma Presse Images" avec Hugues Vassal, Alain Noguès, Léonard de Raemy, Gilles Caron, Raymond Depardon, James Andanson[50] et le commercial Jean Monteux, venu de l’agence Reporters Associés, opère une scission avec les autres fondateurs et lance le rachat de l’agence APIS pour fonder Sygma.
- En 1977, des manifestations culturelles sont envisagées pour fêter les dix ans de l'agence Gamma[3], moment où Mai 1968 devient « le printemps de Gamma », slogan publié dans le journal spécialisé "News reporter", en janvier 1977. Entretemps, les agences Sygma et Sipa ont été fondées à Paris, qui se veut capitale du photo-reportage et le devient à la fin des années 1970[3]. La photo « Cohn-Bendit face à un CRS » entre alors pour la première foiS dans un catalogue, celui de l’exposition sur les dix ans Gamma, organisée à cette occasion[3],[51], huit ans après la mort de son auteur, qui n'avait jamais souhaité l'utiliser de son vivant. La légende erronée parlant de "CRS devant la Sorbonne", alors qu'il s'agit d'un policier et à l'intérieur de la Sorbonne, date de cette exposition.

### Premières publications en 1975 et 1978
- La première publication réelle de cette photo dans un journal ou dans un livre est le fait du personnage figurant lui-même sur la photo, Daniel Cohn-Bendit, alors en Allemagne. Dans Le Grand Bazar, paru en 1975, il présente l'image marketing d'une première commémoration décennale sous la forme d'un Mai 68 devenu « ludique et désormais dépourvu de toute visée politique », selon Isabelle Sommier[52].

- Compte tenu du fait que l'auteur du livre de 1975 est représenté sur la photo, dans une démarche autobiographique et promotionnelle, la première publication réelle de cette photo dans un journal ou dans un livre non autobiographique est dans le livre de 1978 de Patrick Poivre d'Arvor Mai 68-Mai-78. Son texte accompagne une sélection de photos de Gamma, qui se veut un anniversaire de Mai 68. La couverture de ce premier livre de Patrick Poivre d'Arvor est une autre photo controversée, La Marianne de Mai 68, représentant une jeune fille présente sur les lieux par hasard et déshéritée peu après par son grand-père en raison de cette photo. Le 10 octobre 1979, Life publiera, dans une démarche ironique, un photomontage où cette photo détourée chevauche La Liberté guidant le peuple[53],[54]. En 1988, elle fera la couverture de Paris Match pour le 20e anniversaire des événements.

- Son « iconisation » se fixe « de manière définitive » en 1988 par le biais d'une consécration plus large comme la meilleure photographie du meilleur photographe.
- Quarante ans après, en 2008, le cliché fait de nouveau la première page du magazine Télérama.
- Cinquante ans  après, en 2018, une exposition à la Bibliothèque nationale de France dévoile le dessous de la photo et la démystifie[3],[1].

## Non-publication de la photo
La photo de Gilles Caron n'a été publiée par aucun journal en Mai 68, probablement parce que l'Agence Gamma ne l'a pas transmise. Elle parait sous forme de vignette, plus d'un mois et demi plus tard, dans l'inventaire d'une revue spécialisée, confidentielle au milieu professionnel des photographes, sous un tout petit format, qui sort à la mi-juin ou plus tard.
La plupart des photographies de Mai 68 viennent des agences Reporters Associés, Dalmas, Apis, mais aussi Gamma, fondée en janvier 1967, pas encore célèbre mais en train de le devenir. En France, L'Express travaille essentiellement avec ces fournisseurs, tandis que Le Nouvel Observateur publie peu de photos et que Paris Match est le seul à avoir de vrais équipes de photo-reporters, ressource combinée au recours à des agences, ce qui lui permet de publier à lui seul plus de 200 pages de reportages sur Mai 68, sur cinq numéros, pour la plupart des photos publiées en juin.

## Photos prises au même instant parL'ExpressetParis Match
Deux autres versions photographiques, du face-à-face de Cohn-Bendit avec le policier sont connus.

### La photo de Georges Melet dansParis Matchdu 18 mai
Une autre photo a été prise ce lundi 6 mai, exactement au même endroit et au même moment, en couleur, par Georges Melet, pour Paris Match. Mais elle n'est pas non plus publiée dans le numéro suivant le 11 mai.
Paris Match publie la photo de Georges Melet dans son numéro du 18 mai, au surlendemain du passage de Cohn-Bendit dans un débat public de l'ORTF, aux côtés de Jacques Sauvageot (président de l'UNEF) et Alain Geismar (secrétaire général du SNESup). Gilles Caron est alors en reportage en Roumanie, pour couvrir le voyage du Général de Gaulle.
À son retour le 18 mai, Cohn-Bendit se rend au siège de Paris Match, où il demande à Jean Durieux, rédacteur en chef et également présent dans l'avion présidentiel, une voiture mise à sa disposition avec un chauffeur et deux photographes. Il s'agit de photographier un éventuel voyage à Berlin, qui est décidé et démarre dès le lendemain, avec Georges Melet et Jean Durieux dans la voiture.
Le magazine publie ce jour-là six pages d'actualité sur les émeutes de la nuit du 10 mai mais aussi 15 pages de photos sur le lundi 6 mai, pour « comprendre » les causes des barricades. La parution du journal est ensuite suspendue en raison de la grève dans les imprimeries. Le magazine ne publiera des photos de Cohn-Bendit, à Berlin et dans son appartement à Paris, près d'un mois plus tard à la mi-juin.

### La photo de Jacques Haillot dansL'Express
La photo de Jacques Haillot est prise quasiment sous le même angle et au même moment, mais avec une expression de visage très différente de Cohn-Bendit, qui rit. Il existe à cette époque une rivalité entre lui et Gilles Caron, qui s'est déjà fait un nom, selon Raymond Depardon. La photo du second est prise au téléobjectif, avec un fond flou, en noir et blanc.
Celle de Haillot est publiée, parmi de nombreuses autres, en petit format, dans L'Express du 13 au 19 mai 1968, au moment où Daniel Cohn-Bendit vient d'être invité au premier débat public de l'ORTF donnant la parole à des contestataires. L'ORTF a décidé ce débat, à la suite de la révélation le 11 mai par un groupe de journalistes que l'ORTF a censuré au dernier moment  une émission. Le reportage de cette émission supprimée le vendredi 10 mai au soir, quelques heures avant la Nuit des barricades de Mai 68, interviewait seulement deux leaders, Alain Geismar et Jacques Sauvageot.
Ces deux deux derniers apparaissent photographiés aussi dans ce numéro de L'Express en compagnie des prix Nobel Alfred Kastler et Jacques Monod, dans un bandeau de quatre photos où figurent aussi le préfet Maurice Grimaud et le recteur Jean Roche, la quatrième et dernière photo étant celle de Cohn-Bendit, avec pour la légende « Valsons la Grapignole », chanson potache de Nanterre. L'article en reprend brièvement les paroles pour parler de Nanterre, mentionnée deux fois, à chaque fois sur moins d'une phrase. Dans l'un des deux, c'est pour préciser que Cohn-Bendit fait partie du Mouvement du 22 mars destiné à « paralyser la machine administrative de Nanterre ».
Selon ses proches, Jacques Haillot, décédé en 1998 après avoir été chef du service photo de L'Express, « ne parlait jamais de sa photo de Cohn-Bendit ni d’une quelconque amertume qu’il en aurait conservée ».
La photo de Jacques Haillot a servi à confectionner l'affiche de Gilles Rancillac Nous sommes tous « indésirables », le 22 mai 1968, juste après l'annonce de l'interdiction de séjour en France de Cohn-Bendit, l'une des 415 réalisées par les étudiants en Arts en 1968.
Dans sa première version, elle mentionne Nous sommes tous des juifs allemands, mais un vote en assemblée générale des étudiants aux Beaux-Arts s'y oppose, préfèrent la formulation Nous sommes tous « indésirables », ce qui oblige Rancillac à refaire son affiche pour être présent dans l'actualité: ce soir là, une manifestation contre l'interdiction de séjour de Cohn-Bendit a réuni environ 4 000 personnes.
Des 415 réalisées par les étudiants en Arts en mai-juin 1968 recensées par une exposition en 2018, c'est la seule qui n'a jamais été affichée dans la rue par les étudiants et la seule qui représente le visage d'un manifestant.

## Retrouvailles des protagonistes
Parti en 1996 en retraite, le policier entend un jour l’ex-préfet de police Maurice Grimaud répondre à un journaliste lui demandant ce qu'il était devenu : « Il doit sans doute être mort », ce qui l'« a glacé ».
Cinquante ans plus tard, le quotidien Le Télégramme de Brest le retrouve. Peu après, il est invité comme Daniel Cohn-Bendit sur le plateau de l'émission C Politique sur France 5 pour parler des événements de mai 68. Les deux hommes ne s’étaient pas vus depuis cinquante ans. Après l’émission, les deux hommes prennent le temps de poser pour une photo dans la même configuration que celle prise un demi-siècle auparavant .

## Autres photos signée par Gilles Caron le même jour
Gilles Caron a aussi assuré la couverture des manifestations plus tard dans la journée, avec un autre cliché resté célèbre, mais lui publié dans la presse et très remarqué, celui d’un CRS matraquant un jeune homme, alors qu’il est en train de tomber, rue du Vieux-Colombier à Paris, également le 6 mai 1968. « Je n'ai pas arrêté d'y penser », reconnaitra plus tard le CRS présent sur cette autre photo, Roger Charretier, affecté par la large diffusion de la photo et son intensité dramatique, qualifiée « d'apogée du photojournalisme » et « d'icône de la photographie mondiale ».
Certaines légendes de cette photo, ajoutées par la suite, parlent d'un étudiant « enragé poursuivi par un CRS sous une pluie fine vers deux heures du matin », mais en réalité la photo est prise vers 21 heures, par temps sec, et la chaussée est mouillée car les deux hommes se trouvent devant une caserne de pompiers. Ils se retrouveront un demi-siècle plus tard pour un documentaire diffusé le 15 mai 2010 sur France 5.
L'homme poursuivi est un simple curieux, venu avec son petit frère en train au Quartier Latin, par curiosité, après avoir entendu parler des émeutes à la radio. Il est au lycée en classe de seconde, vit dans une HLM de La Celle-Saint-Cloud et ne connaît rien à la politique.

## Autres photos de Cohn-Bendit au1ersemestre 1968
Aucune des photos de Cohn-Bendit au 1er semestre 1968 n'a été prise avant le 6 mai 1968 et aucune n'a été publiée avant le 19 mai.
En mai 68, plus d’une vingtaine de photographes de France-Soir opéraient à Paris. Le fonds photographique du premier quotidien de l'époque contient des photos de Cohn-Bendit postérieures au 6 mai, une de Tony Bosco, le 7 mai, lors d'une conférence de presse qu'il donne au Jardin du Luxembourg mais ce fonds ne précise pas si le quotidien l'a publiée.
Un autre photographe du journal, Michel Pansu a pris une dizaine de clichés d'une autre conférence de presse donnée trois semaines plus tard, le 28 mai 1968, lors du retour provisoire de Cohn-Bendit en France ainsi qu'une série le montrant avec Alain Geismar Jacques Sauvageot et Michel Recanati lors de la manifestation du 13 mai 1968.
Le fonds contient deux photos du 9 mai, dont l'une avec son mégaphone, prise par Claude Poensin-Burar place de la Sorbonne, le jour et le lieu de son altercation avec le poète Louis Aragon, venu soutenir les étudiants, à qui il déclare dans son mégaphone, « Tu as du sang sur tes cheveux blancs ! », dialogue assui raconté par André Glucksmann dans son livre de février 2008, en expliquant que c'est sa rencontre ce jour-là avec Daniel Cohn-Bendit qui a marqué le début de leur amitié proche.
Les autres photos du Fonds France-Soir avec son nom en légende portent la date de la manifestation du 22 mai protestant contre son interdiction de revenir en France.
Les photos de Paris-Match à Nanterre, en mars et en avril, ne représentent pas Cohn-Bendit, le magazine lui consacrant beaucoup plus tard un reportage entier à Berlin et Amsterdam, publié à la mi-juin.
Une autre des photos de Cohn-Bendit de l'époque le montre avec Alain Geismar, Jacques Sauvageot et Michel Recanati. Ce dernier était le représentant désigné par les assemblées des Comités d'action lycéens , lors de la conférence de presse du 11 mai à midi, commentant la Nuit des Barricades de Mai 68 de la veille, trois heures avant l'annonce de la grande manifestation avec les syndicats de salariés du 13 mai. L'une des versions, diffusée par l'AFP, coupe la présence de Michel Recanati mais conserve Cohen-Bendit.